# Miguel Ángel López Marcos
Miguel Ángel López Marcos (Nódalo, Soria, 1963) es un arqueólogo y restaurador español.
Es licenciado en Arqueología por la Universidad Autónoma de Madrid y diplomado en restauración por la Escuela Superior de Conservación y Restauración de Bienes Culturales de Madrid. Se especializó en la aplicación de criterios de conservación internacionales en la musealización de más de cincuenta yacimientos arqueológicos, dentro y fuera de España. Desde 2004 dirige la reconstrucción monumental de la estatuaria colosal en la misión internacional del templo funerario de Amenofis III en Luxor (Egipto), donde diseñó y aplicó un complejo sistema para extraer, desplazar y erigir las mayores estatuas levantadas en época histórica descubiertas hasta la fecha, de entre 20 y más de 300 toneladas de peso, y entre 7,5 y 14,5 metros de altura, en el segundo pilono, entrada norte y patio del peristilo.